# Caluera
Caluera är ett släkte av orkidéer. Caluera ingår i familjen orkidéer.
Kladogram enligt Catalogue of Life:
| Caluera | \| \| Caluera surinamensis \| \| \| \| \| \| Caluera tavaresii \| \| \| \| \| \| Caluera vulpina \| \| \| \| |
|         | \| \| Caluera surinamensis \| \| \| \| \| \| Caluera tavaresii \| \| \| \| \| \| Caluera vulpina \| \| \| \| |
|         | Caluera surinamensis                                                                                         |
|         | |
|         | Caluera tavaresii                                                                                            |
|         | |
|         | Caluera vulpina                                                                                              |
|         | |